# Liste des monuments historiques de Ploërmel
La commune française de Ploërmel, dans le Morbihan (Bretagne) compte, en 2018, au total 46 monuments classés ou inscrits à l'inventaire des monuments historiques. 21 d'entre eux sont des monuments immobiliers (soit 2,3 % des monuments historiques immobiliers du Morbihan), plaçant la commune à la 173e place des communes les plus riches en France ; les 25 autres inventoriés le sont au sein de la base des objets mobiliers.

## Liste des monuments classés ou inscrits

### Monuments immobiliers
La base Mérimée recense 20 monuments immobiliers classés ou inscrits au titre des monuments historiques à Ploërmel.
| Monument | Adresse                                            | Coordonnées                        | Notice         | Protection     | Date      | Illustration |
| --- | -------------------------------------------------- | ---------------------------------- | -------------- | -------------- | --------- | --- |
| Chapelle Saint-Antoine | Saint-Antoine                                      | 47° 55′ 07″ nord, 2° 24′ 24″ ouest | « PA00091496 » | Inscrit        | 1928      | Chapelle Saint-Antoine |
| Chapelle des Ursulines Retable en pierre | Rue Sénéchal-Thuault                               | 47° 55′ 52″ nord, 2° 23′ 44″ ouest | « PA00091495 » | Inscrit        | 1928      | Chapelle des UrsulinesRetable en pierre |
| Château de Malleville Chapelle et calvaire | Malleville                                         | 47° 55′ 28″ nord, 2° 22′ 39″ ouest | « PA00091497 » | Inscrit        | 1973      | Château de MallevilleChapelle et calvaire |
| Couvent des Carmélites Façades et toitures des bâtiments du cloître et des deux ailes attenantes sur la cour d'entrée À l'intérieur, grand escalier, réfectoire et chapelle des fidèles | Rue Sénéchal-Thuault                               | 47° 55′ 54″ nord, 2° 23′ 39″ ouest | « PA00091498 » | Inscrit        | 1987      | Couvent des CarmélitesFaçades et toitures des bâtiments du cloître et des deux ailes attenantes sur la cour d'entréeÀ l'intérieur, grand escalier, réfectoire et chapelle des fidèles          |
| Croix du carrefour Deux-Ponts/Petit-Pelo | Route de Guillac Rue des Deux-Ponts                | 47° 55′ 38″ nord, 2° 24′ 34″ ouest | « PA00091504 » | Inscrit        | 1927      | Croix du carrefour Deux-Ponts/Petit-Pelo |
| Croix de Bezon (aussi nommée croix Perrinet) | Rue de la Croix Perrinet (Bezon)                   | 47° 54′ 51″ nord, 2° 25′ 16″ ouest | « PA00091502 » | Inscrit        | 1927      | Croix de Bezon(aussi nommée croix Perrinet) |
| Croix de la Couardière devant la Chapelle Saint-Roch | La Couardière                                      | 47° 55′ 30″ nord, 2° 20′ 56″ ouest | « PA00091500 » | Inscrit        | 1927      | Croix de la Couardière devant la Chapelle Saint-Roch |
| Croix Guyot de Bezon | Bezon Roc Brien                                    | 47° 54′ 28″ nord, 2° 25′ 22″ ouest | « PA00091501 » | Inscrit        | 1927      | Croix Guyot de Bezon |
| Croix aux Morts | La Croix fleurie                                   | 47° 55′ 30″ nord, 2° 21′ 58″ ouest | « PA00091499 » | Inscrit        | 1927      | Croix aux Morts |
| Croix de Roblin | Roblin                                             | 47° 56′ 49″ nord, 2° 23′ 19″ ouest | « PA00091503 » | Inscrit        | 1927      | Croix de Roblin |
| Croix de Roc-Brien | Route de Ploërmel à Rocbrien[Information douteuse] | 47° 53′ 50″ nord, 2° 25′ 24″ ouest | « PA00091494 » | Inscrit        | 1927      | Image manquante Téléverser |
| Croix de Villenard | Le Nolf Route de Monteneuf                         | 47° 54′ 59″ nord, 2° 21′ 04″ ouest | « PA00091505 » | Inscrit        | 1927      | Croix de Villenard |
| Église Saint-Armel | Le Bourg                                           | 47° 55′ 55″ nord, 2° 23′ 54″ ouest | « PA00091506 » | Classé         | 1840      | Église Saint-Armel |
| Fontaine Saint-Armel et son bassin | Route de Bresleau                                  | 47° 55′ 00″ nord, 2° 24′ 06″ ouest | « PA00091507 » | Inscrit        | 1948      | Fontaine Saint-Armelet son bassin |
| Hôtel des Ducs de Bretagne | Rue Beaumanoir Rue des Douves                      | 47° 55′ 58″ nord, 2° 23′ 56″ ouest | « PA00091508 » | Inscrit Classé | 1925 1931 | Hôtel des Ducs de Bretagne |
| Hôtel Le Gouesbe | Place de l'Union                                   | 47° 55′ 59″ nord, 2° 23′ 52″ ouest | « PA00091509 » | Inscrit        | 1928      | Hôtel Le Gouesbe |
| Maison Façade sud | 16 place Lamennais                                 | 47° 55′ 57″ nord, 2° 23′ 58″ ouest | « PA00091511 » | Inscrit        | 1925      | MaisonFaçade sud |
| Maison des Marmousets | 7 rue Beaumanoir                                   | 47° 55′ 58″ nord, 2° 23′ 56″ ouest | « PA00091510 » | Classé         | 1927      | Maison des Marmousets |
| Manoir de Boyac y compris les communs, les cours et le jardin | Boyac                                              | 47° 57′ 25″ nord, 2° 22′ 56″ ouest | « PA56000072 » | Inscrit        | 2011      | Manoir de Boyac« Liste des immeubles protégés au titre des monuments historiques en 2011 », sur www.legifrance.gouv.fr (consulté le 6 avril 2012)y compris les communs, les cours et le jardin |
| Remparts Tour des Thabors avec sa courtine, rue Mystringue Façades sur la rue A. Guérin de la tour Bembro Façades sur la place Sénéchal-Perret                                          | Place Sénéchal-Perret Rue Mystringue Rue Guérin    | 47° 56′ 00″ nord, 2° 23′ 49″ ouest | « PA00135280 » | Inscrit        | 1995      | RempartsTour des Thabors avec sa courtine, rue MystringueFaçades sur la rue A. Guérin de la tour BembroFaçades sur la place Sénéchal-Perret                                                    |
| Château de la Haute-Touche y compris chapelle, colombier, douves, portail, parc paysager, jardin régulier et calvaire                                                                   | la Haute-Touche Monterrein                         | 47° 52′ 47″ nord, 2° 22′ 16″ ouest | « PA56000053 » | Inscrit        | 2001 2002 | Château de la Haute-Touchey compris chapelle, colombier, douves, portail, parc paysager, jardin régulier et calvaire                                                                           |
| Croix de cimetière | Le Bourg Monterrein                                | 47° 52′ 47″ nord, 2° 21′ 29″ ouest | « PA00091449 » | Inscrit        | 1927      | Croix de cimetière |
| Croix de chemin de la Haute-Touche | Haute-Touche Monterrein                            | 47° 52′ 49″ nord, 2° 22′ 15″ ouest | « PA00091450 » | Inscrit        | 1927      | Image manquante Téléverser |

### Monuments mobiliers
| Monument                                                                                | Localisation                                                | Notice               | Protection           | Date                              | Photographie |
| --------------------------------------------------------------------------------------- | ----------------------------------------------------------- | -------------------- | -------------------- | --------------------------------- | ------------ |
| Bénitier                                                                                | Église Saint-Armel                                          | Notice no PM56000786 | classement           | 1840                              |              |
| Verrière : L'arbre de Jessé                                                             | Église Saint-Armel                                          | Notice no PM56000787 | classement           | 1840                              |              |
| Verrière : saints personnages et donateurs                                              | Église Saint-Armel                                          | Notice no PM56000788 | classement           | 1840                              |              |
| Verrière : La Cène et les donateurs, Vierge de Pitié, les saintes Maries                | Église Saint-Armel                                          | Notice no PM56000789 | classement           | 1840                              |              |
| Verrières                                                                               | Église Saint-Armel                                          | Notice no PM56000790 | classement           | 1840                              |              |
| Verrière dite de saint Armel                                                            | Église Saint-Armel                                          | Notice no PM56000791 | classement           | 27 décembre 1907                  |              |
| Verrière : scènes de la vie du Christ et saints personnages                             | Église Saint-Armel                                          | Notice no PM56000792 | classement           | 27 décembre 1907                  |              |
| Cénotaphe (mausolée) des ducs Jean II et Jean III de Bretagne                           | Église Saint-Armel                                          | Notice no PM56000793 | classement           | 27 décembre 1907                  |              |
| Cloche                                                                                  | Église Saint-Armel                                          | Notice no PM56000794 | classement           | 5 novembre 1943                   |              |
| Statue : Vierge à l'Enfant                                                              | Église Saint-Armel                                          | Notice no PM56000795 | classement           | 25 avril 1961                     |              |
| Tombeau de Philippe de Montauban et de sa femme, Anne de Chastelier                     | Église Saint-Armel (anciennement au Couvent des Carmélites) | Notice no PM56000796 | classement           | 22 juin 1921                      |              |
| Dalle funéraire (gisant) de Jeanne de Léon, épouse de Jean de Derval, seigneur de Crévy | Église Saint-Armel (anciennement au Couvent des Carmélites) | Notice no PM56000797 | classement           | 10 mars 1994                      |              |
| Retable                                                                                 | Chapelle des Ursulines                                      | Notice no PM56000798 | classement           | 7 janvier 1946                    |              |
| Groupe sculpté : saint Antoine de Padoue                                                | Chapelle Saint-Antoine                                      | Notice no PM56000799 | classement           | 21 juillet 1952                   |              |
| Calice, patène                                                                          | Chapelle Sainte-Barbe                                       | Notice no PM56000800 | classement           | 2 avril 1982                      |              |
| Fonts baptismaux (cuvette des fonts baptismaux)                                         | Chapelle Saint-Maur                                         | Notice no PM56000801 | classement           | 2 avril 1982                      |              |
| Calice, patène                                                                          | Chapelle Saint-Joseph-de-Montertelot                        | Notice no PM56000802 | classement           | 2 avril 1982                      |              |
| Armoires de sacristie, chasubliers, lambris de revêtement                               | Église Saint-Armel                                          | Notice no PM56000803 | classement           | 2 avril 1982                      |              |
| Calice, patène                                                                          | Église Saint-Armel                                          | Notice no PM56000804 | classement           | 2 avril 1982                      |              |
| Calice, patène                                                                          | Église Saint-Armel                                          | Notice no PM56000805 | classement           | 2 avril 1982                      |              |
| Horloge astronomique                                                                    | Couvent de la congrégation des frères de Ploërmel           | Notice no PM56000806 | classement           | 25 juin 1982                      |              |
| Cloche                                                                                  | Chapelle Saint-Roch                                         | Notice no PM56000807 | classement           | 24 juillet 1944                   |              |
| Dalle funéraire (gisant) d'un tombeau                                                   | Hôpital                                                     | Notice no PM56001507 | classement radiation | 18 février 1922 1er décembre 1922 |              |
| Maître-autel                                                                            | Église Saint-Armel                                          | Notice no PM56001810 | classement           | 27 février 2007                   |              |
| Tableau : Présentation de Marie au Temple                                               | Chapelle des Ursulines                                      | Notice no PM56001811 | classement           | 27 février 2007                   |              |

## Pour approfondir